# Ferdinand Kurlbaum
Ferdinand Kurlbaum (Burg (Magdeburgo), 4 de outubro de 1857 — Berlim, 29 de julho de 1927) foi um físico alemão.